# Поморак
Поморак (біл. Паморак) — персонаж білоруської міфології, лісовий дух та демон що живе в глибині лісу, однак, постійно проникає в села та селища. Як тільки йому вдавалося проникнути в місце проживання людей — він приносив їм різні неприємності, в першу чергу вражав мором худобу. Поморок є втіленням масової загибелі людей і тварин.

## Опис
Поморак це лісовий дух, що живе в глибині лісу, однак, постійно проникає в села та селища, де приносить людям різні страждання та неприємності. Завжди постає у різних виглядах: він може перетворитися на будь-яку тварину, або людину, але найчастіше постає у вигляді саме людини — страшного одноокого дідуся низького зросту з густою кудлатою бородою, або неприродно худої молодої дівчини. Перетворившись у людину він намагається всіма способами пробратися до місця проживання інших людей, а як тільки йому це вдається — він починає сіяти там різного роду неприємності. Через нього жахливо гинуть тварини, а часом навіть люди, а також страшно хворіють діти. Поморок є втіленням масової загибелі. Проте, якщо у людей виходить вгадати, що за істота оселилася в їхньому селі чи селищі — вони можуть знищити Поморока. Найчастіше люди заводять його на болото, де потім топлять, або навпаки — спалюють його на багатті, якого Поморак неймовірно боїться.